# Suldenbach
Der Suldenbach ist ein 21,4 Kilometer langer Zufluss der Etsch. Der Suldenbach entwässert ein Gebiet von 161 km², das großteils im Nationalpark Stilfserjoch unter Schutz steht. Er entspringt in den Ortler-Alpen und durchfließt das Suldental, ehe er bei Prad den Vinschger Talboden des oberen Etschtals erreicht, wo er bei Spondinig in die Etsch einmündet. Im Oberlauf wird der Bach für die Stromerzeugung gestaut. Wichtigste Zuflüsse sind der Trafoier Bach, der Zaytalbach und der Tramentanbach.
Der Name ist 1304 als Sulden ersturkundlich genannt, 1434 ist er als die Sulden verschriftlicht. Er kann auf keltisch Suleta ‚die Schüttende‘ zurückgehen.